# La Parenthèse inattendue
Pour les articles homonymes, voir La Parenthèse (homonymie).
La Parenthèse inattendue est une émission de télévision française présentée par Frédéric Lopez. L'animateur invite trois personnalités à passer 24 heures à la campagne, pour raconter comment elles ont réalisé leur rêve.

## Principe de l'émission
Frédéric Lopez invite trois personnalités qui ne se connaissent pas, dans une maison de campagne, loin de la ville et des plateaux de télévision,. Pendant 24 heures, les trois invités, d'horizons différents, apprennent à se connaître et évoquent leurs souvenirs et leurs parcours qui les ont conduits à réaliser leur rêve. Dans un décor reconstitué selon les traditions d'une maison champêtre, la lumière est intimiste, le cadre travaillé et les confidences sont recueillies par l'animateur, dans une ambiance au coin du feu.
La première séquence est marquée par l'arrivée en barque de chaque invité, individuellement jusqu'à la fin de la première saison où, à partir de l'émission consacrée à Claudia Tagbo, Didier Barbelivien et Françoise Laborde, les deux premiers invités viennent régulièrement ensemble, laissant la surprise au dernier invité. Les présentations se font ensuite sur le ponton, au bord de la rivière, au retour de l'animateur parti « chercher le pain » au volant d'une 2CV (Acadiane). Après s'être séparées de leurs téléphones portables, les trois personnalités évoquent leurs souvenirs d'enfance dans un « grenier aux souvenirs ». Une balade à vélo, au village, permet d'effectuer les achats permettant de préparer le repas. Le lendemain, le petit déjeuner est l'occasion pour chaque convive de faire la synthèse de ce qu'il a envie de transmettre. Les invités repartent ensemble sur la barque tandis que Frédéric Lopez reste sur place et les regarde partir. 

## Conception
Selon Philippe Vilamitjana, le titre initial, Escapade à la campagne, a été transformé en La Parenthèse, auquel a été ajouté le terme inattendue, le son "U" pour évoquer Rendez-vous en terre inconnue.
Le tournage a lieu dans un moulin situé sur la commune de Préfontaines (Loiret), à proximité de Château-Landon en Seine-et-Marne, au bord de la rivière le Fusain. Selon la productrice, Caroline Massardy, l'objectif était de trouver une maison préservée du bruit, près d'un point d'eau, à moins de 100 km de Paris, dans un décor retravaillé mais authentique, propice à la confidence. Après une centaine de sites ciblés ou visités, la production a arrêté son choix sur cette propriété de 550 m2 d'une artiste chorégraphe, sur un terrain de 3 hectares.

## Diffusion
Le programme est diffusé sur France 2 pendant deux saisons, du 31 octobre 2012 au 11 juin 2014. L'émission a été maintenue pour une seconde saison malgré de fortes réticences de France Télévisions, en raison du coût du programme considéré par la direction de la chaîne comme « trop élevé ».
Une émission spéciale est tournée au Canada en 2013, mais sa diffusion, prévue en prime time, n'est pas confirmée par la chaîne,.
En Belgique, l'émission est rediffusée tous les vendredis soir à 21h40 sur la une (RTBF) à partir du 26 juin 2015 et ce durant tout l'été 2015.

## Musiques récurrentes
- The Way it has to be par Gxllos & Wally von Haus - Générique (composé spécialement pour l'émission)[16] ;
- 40 Day Dream par Edward Sharpe and the Magnetic Zeros - Séquence d'introduction ;
- Nosebleed par Illinois ;
- Gitana par Shakira ;
- Pride par Syntax ;
- La vague à larmes par Vanessa Paradis ;
- Talk To Me par Yodelice - Séquence de fin (départ des invités).

## Émissions

### Saison 1
| 1  | 31 octobre 2012  | Adriana Karembeu, François-Xavier Demaison, Garou       | 1 242 000 | 12,1 % |
| 2  | 7 novembre 2012  | Michèle Bernier, Alain Bernard, Shy'm                   | 1 654 000 | 15,3 % |
| 3  | 14 novembre 2012 | Élie Semoun, Élisa Tovati, Christophe Michalak          | 1 509 000 | 13,9 % |
| 4  | 21 novembre 2012 | Kad Merad, Olivier Baroux, Natasha St-Pier, Marc Veyrat | 1 432 000 | 12,6 % |
| 5  | 28 novembre 2012 | Christophe Willem, Armelle, Éric-Emmanuel Schmitt       | 1 395 000 | 11,4 % |
| 6  | 5 décembre 2012  | Baptiste Giabiconi, Sheila, Bruno Salomone              | 1 336 000 | 10,5 % |
| 7  | 12 décembre 2012 | Philippe Geluck, Olivia Ruiz, Jonathan Lambert          | 1 366 000 | 10,4 % |
| 8  | 16 janvier 2013  | Roselyne Bachelot, Pascal Obispo, Mareva Galanter       | 1 109 000 | 13,4 % |
| 9  | 23 janvier 2013  | Kev Adams, Danièle Évenou, Franck Provost               | 1 137 000 | 9,8 %  |
| 10 | 30 janvier 2013  | Dave, Clotilde Courau, Jérôme Commandeur                | 1 360 000 | 10,4 % |
| 11 | 6 février 2013   | Jean-Marie Périer, Virginie Hocq, Anthony Kavanagh      | 1 360 000 | 11,5 % |
| 12 | 13 février 2013  | Maurane, Maurice Barthélémy, Vahina Giocante            | 1 060 000 | 8,5 %  |
| 13 | 20 février 2013  | Michel Cymes, Véronique Jannot, Christophe Dominici     | 2 210 000 | 17,9 % |
| 14 | 27 février 2013  | Philippe Gildas, Virginie Efira, Tony Estanguet         | 1 475 000 | 11,5 % |
| 15 | 6 mars 2013      | Cyril Lignac, Mathilda May, Fabrice Santoro             | 1 377 000 | 11 %   |
| 16 | 13 mars 2013     | François Berléand, Lorie, Tomer Sisley                  | 1 387 000 | 13,7 % |
| 17 | 20 mars 2013     | Francis Perrin, Liane Foly, Bernard Werber              | 1 067 000 | 8,8 %  |
| 18 | 27 mars 2013     | M. Pokora, Marie-Christine Barrault, Marc Lévy          | 1 428 000 | 10,9 % |
| 19 | 3 avril 2013     | Patrick Timsit, Véronique Genest, Alexandre Jollien     | 1 298 000 | 10,2 % |
| 20 | 17 avril 2013    | Jean-Paul Rouve, Isabelle Nanty, Malik Bentalha         | 1 127 000 | 9,8 %  |
| 21 | 24 avril 2013    | Sonia Rolland, Jean-Pierre Coffe, Zoé Félix             | 1 583 000 | 12 %   |
| 22 | 1er mai 2013     | André Manoukian, Frédérique Bel, Marc Jolivet           | 1 563 000 | 11,6 % |
| 23 | 8 mai 2013       | Michel Boujenah, Mélanie Bernier, Didier Van Cauwelaert | 1 120 000 | 11,5 % |
| 24 | 15 mai 2013      | Julien Doré, Maud Fontenoy, Jean-François Piège         | 1 435 000 | 11 %   |
| 25 | 22 mai 2013      | Patrice Laffont, Lara Fabian, Christian Vadim           | 1 948 000 | 13,8 % |
| 26 | 29 mai 2013      | Jean-Marie Bigard, Alice Dona, Arno Klarsfeld           | 1 739 000 | 13,7 % |
| 27 | 5 juin 2013      | Claudia Tagbo, Didier Barbelivien, Françoise Laborde    | 1 565 000 | 12,5 % |
| 28 | 12 juin 2013     | Stéphane Rotenberg, Marianne James, Bernard Hinault     | 1 535 000 | 12,4 % |
| 29 | 19 juin 2013     | Emmanuel Moire, Catherine Jacob, Bruno Masure           | 1 654 000 | 11,7 % |
| 30 | 26 juin 2013     | Gérard Holtz, Élodie Frégé, Yann Queffélec              | 1 410 000 | 12,2 % |

Légende :
- Les plus hauts chiffres d'audience
- Les plus bas chiffres d'audience

### Saison 2
| 31 | 8 janvier 2014  | Michel Fugain, Audrey Fleurot, Franck Dubosc                 | 1 879 000 | 13,7 % |
| 32 | 15 janvier 2014 | Grégoire, Valérie Mairesse, Daniel Picouly                   | 1 330 000 | 10,6 % |
| 33 | 22 janvier 2014 | Le Comte de Bouderbala, Arielle Dombasle, Serge Moati        | 1 606 000 | 13,7 % |
| 34 | 29 janvier 2014 | Clovis Cornillac, Marie-Agnès Gillot, Alexandre Jardin       | 1 538 000 | 12,4 % |
| 35 | 12 février 2014 | Patrick Chesnais, Marie-Claude Pietragalla, Manu Katché      | 1 242 000 | 9,4 %  |
| 36 | 19 février 2014 | Noémie Lenoir, Yves Duteil, Chantal Ladesou                  | 1 259 000 | 10,2 % |
| 37 | 26 février 2014 | Corneille, Marion Bartoli, Michel Leeb                       | 1 398 000 | 11,1 % |
| 38 | 5 mars 2014     | Louis Chedid, Alice Pol, Jean-Christophe Rufin               | 1 120 000 | 8,7 %  |
| 39 | 12 mars 2014    | Patrick Bosso, Laure Manaudou, Antoine Duléry                | 1 460 000 | 11,3 % |
| 40 | 19 mars 2014    | Patrick Poivre d'Arvor, Hélène de Fougerolles, Georges Blanc | 1 391 000 | 11,4 % |
| 41 | 26 mars 2014    | Tchéky Karyo, Marion Game, Baptiste Lecaplain                | 1 491 000 | 11,3 % |
| 42 | 2 avril 2014    | Jean Reno, Amel Bent, Frédéric Lenoir                        | 1 359 000 | 11,2 % |
| 43 | 9 avril 2014    | Stéphane Bern, Sylvie Testud, Chico Bouchikhi                | 1 740 000 | 14,2 % |
| 44 | 16 avril 2014   | Smaïn, Marine Delterme, Yoann Fréget (en)                    | 800 000,  | 14,5 % |
| 45 | 23 avril 2014   | Yvan Le Bolloc'h, Catherine Allégret, Axel Kahn              | 1 700 000 | 12,3 % |
| 46 | 30 avril 2014   | Lambert Wilson, Rose, Thierry Marx                           | 1 800 000 | 12,4 % |
| 47 | 7 mai 2014      | Natalie Dessay, Gérard Lenorman, Julie Ferrier               | 1 826 000 | 12,8 % |
| 48 | 14 mai 2014     | Jérémy Ferrari, Michèle Torr, Dominique Besnehard            | 1 200 000 | 9 %    |
| 49 | 21 mai 2014     | Cristiana Reali, Jean-Marc Généreux, Régine                  | 1 300 000 | 10,9 % |
| 50 | 28 mai 2014     | Gilbert Montagné, Laëtitia Milot, Titoff                     | 1 500 000 | 11,2 % |
| 51 | 4 juin 2014     | Franz-Olivier Giesbert, Marie Bochet, Jeff Panacloc          | 1 300 000 | 8,9 %  |
| 52 | 11 juin 2014    | Samuel Le Bihan, Hélène Darroze, Florent Peyre               | 1 240 000 | 9,4 %  |

Légende :
- Les plus hauts chiffres d'audience
- Les plus bas chiffres d'audience

## Invités spéciaux
D'autres personnalités sont apparues physiquement pour rendre visite aux invités lors de certaines émissions :
- le père d'Élie Semoun ;
- le chanteur Antoine pour Jean-Marie Périer,
- Mario Luraschi pour Véronique Jannot,
- le professeur Alain Deloche pour Michel Cymes (par l'intermédiaire de la webcam),
- le chanteur Christophe pour Julien Doré,
- Yvan le Bolloc'h pour venir chanter avec les invités Samuel Le Bihan, Florent Peyre et Hélène Darroze.

## Émission spéciale
Le 26 juin 2013, lors de la dernière émission de la première saison, Frédéric Lopez a reçu, en plus de ses trois nouveaux invités, une dizaine d'autres invités de la saison : Roselyne Bachelot, Malik Bentalha, Liane Foly, Virginie Hocq, Alexandre Jollien, Cyril Lignac, Christophe Michalak, Jean-Marie Périer, Fabrice Santoro et Claudia Tagbo ont fait leur retour.